# Bom Jesus (Rio Grande do Norte)
Bom Jesus é um município brasileiro do estado do Rio Grande do Norte. De acordo com o IBGE, sua população estimada em 2021 era de 10.323 habitantes. Área territorial de 122 km².
O município foi emancipado de Senador Elói de Souza através da Lei nº 2.794, de 11 de maio de 1962.
Limita-se com os municípios São Pedro (norte), Macaíba e Vera Cruz (leste), Boa Saúde (sul) e Senador Elói de Souza (oeste).
A sede do município está a 5° 59’ 02” de latitude sul e 35° 34’ 53” de longitude oeste. A altitude é de 98 m acima do nível do mar e a distância rodoviária até a capital é de 46 km.
De acordo com o IDEMA, o solo da região apresenta características dos tipos podzólico vermelho amarelo abrúptico plínthico. O solo tem aptidão regular para lavouras, sendo apto para culturas especiais de ciclo longo (algodão arbóreo, sisal, caju e coco).

## História
A narrativa da formação da região de Bom Jesus tem origem no século XVIII, especificamente em 04 de dezembro de 1754. Nesse período, uma vasta sesmaria, que se estendia desde Anta Esfolada, hoje conhecida como o município de Nova Cruz, até as imediações da Lagoa da Panela, foi concedida ao padre José Vieira Afonso. A partir desse momento, uma comunidade se estabeleceu nesse território, focada na pecuária e no cultivo de algodão, bem como na produção de culturas de subsistência, incluindo mandioca, milho e feijão.
Em 7 de fevereiro de 1820, os direitos de posse da sesmaria foram transferidos para José Félix do Rego Barros, que os recebeu nas proximidades da Lagoa da Panela, que, segundo alguns relatos, ao longo do século XIX, passou a ser chamada de Panelas, no plural. O nome Panelas não se referia apenas à lagoa, mas também ao povoado, devido à presença de famílias que começaram a fabricar utensílios de barro nas redondezas da lagoa, utilizando a matéria-prima disponível, o que desempenhou um papel significativo na ocupação e no crescimento da área.

Em relação à denominação de Panelas para o povoado, existem relatos que confirmam essa conexão, como o de um morador antigo do município que afirmou em uma entrevista realizada em 1986 que:
"A cidade foi chamada de Panelas devido a uma família de caboclos indígenas que migrou do sertão paraibano e se estabeleceu às margens da Lagoa, onde iniciaram a produção de utensílios de barro. Através dessa atividade econômica, uma pequena feira de cerâmica surgiu às margens da Lagoa, originando o nome Lagoa das Panelas.''
O povoado de Panelas conseguiu se desenvolver economicamente, a ponto de, em 1877, já ser considerado um núcleo urbano com feira e policiamento, localizado a nove léguas de Natal. Posteriormente, o nome Panelas foi substituído por Capoeiras, embora a designação popular continuasse sendo Panelas.
No século XX, alguns eventos impulsionaram ainda mais o crescimento do povoado. Em 1916, uma parada de automóveis foi estabelecida no local, estimulando o comércio e as interações sociais. O transporte que passava pelo povoado representou prosperidade e intensificou o crescimento. Em 1917, a Capela do Sagrado Coração de Jesus foi construída, tornando-se o padroeiro do município. Em 1923, a primeira escola foi fundada, desempenhando um papel crucial no desenvolvimento da comunidade. A primeira escola é hoje conhecida como Natália Fonseca, é uma escola estadual localizada na Rua Almir Freire, no centro da cidade de Bom Jesus.
Em 1936, a antiga povoação de Panelas passou por uma mudança de denominação, adotando o nome atual, Bom Jesus. Essa alteração teve origem em um evento peculiar de natureza religiosa:
A mudança do nome de Panelas para Bom Jesus ocorreu devido à influência do Frei Damião de Bozzano. Durante uma missão que ele realizou, encontrando-se em frente à capela local, o Frei Damião expressou a convicção de que o nome do lugar deveria ser modificado, argumentando que o nome Panelas parecia conter uma conotação negativa, sugerindo fragmentação ou quebra. Dado que a capela era dedicada ao Coração de Jesus, ele propôs que a nova denominação fosse Bom Jesus. Essa sugestão foi encaminhada para aprovação da Assembleia Legislativa, por intermédio do Deputado Estadual Ezequiel Xavier Bezerra, natural da povoação. A proposta foi aprovada e promulgada como Lei em 10 de novembro de 1936.
Essa mudança de nome, sob influência religiosa do Frei Damião, marcou um momento significativo na história da localidade, culminando na adoção do nome Bom Jesus, que continua até os dias atuais.

### Emancipação
No início, Bom Jesus fazia parte de outros municípios do Rio Grande do Norte. Primeiro, esteve sob a administração de Macaíba até o ano de 1953. Posteriormente, tornou-se parte do município de Serra Caiada, que foi criado nesse ano. Em 1958, o território de Serra Caiada foi dividido, dando origem ao município de Senador Elói de Souza, ao qual Bom Jesus passou a ser subordinado.
Essa situação de dependência de outros municípios não era satisfatória para as autoridades locais da época. Elas buscavam a autonomia para Bom Jesus, considerando seu crescimento e desenvolvimento mais rápido em comparação com os municípios aos quais estava vinculado, especialmente Senador Elói de Souza.
Esse desejo de emancipação estava alinhado com o contexto político nacional da época, regido pela Constituição de 1946, que enfatizava e favorecia a autonomia municipal. Essa Constituição era conhecida como "Municipalista". Isso incentivou a criação de novos municípios em todo o Brasil, visando a expansão dos centros de consumo e o surgimento de novas lideranças políticas locais, estaduais e nacionais. No Rio Grande do Norte, de 1945 a 1964, foram criados 109 municípios, incluindo Bom Jesus.
A emancipação de Bom Jesus foi oficializada em 11 de maio de 1962, por meio da Lei nº 2.794, tornando-o um novo município do Rio Grande do Norte. Em 3 de junho de 1962, uma cerimônia com a participação de autoridades estaduais e locais marcou a instalação do município de Bom Jesus. No entanto, houve contestações à criação do município, cuja origem não é conhecida. Isso está de acordo com a ideia de que a evolução socioespacial de uma região não é influenciada apenas pelos interesses internos da sociedade, mas também por forças sociais externas. Em 26 de março de 1963, a Lei nº 2.853 ratificou a criação do novo município.

## Acontecimentos
- Em 1986, o município alcançou o fornecimento de água encanada e energia elétrica para a maioria de sua população;

## Política
Sempre houve uma hegemonia política no município, o atual prefeito Nilson Peças foi eleito com apoio do ex-prefeito Clécio Azevedo, que por sua vez foi eleito com o apoio do ex-prefeito Edmundo Júnior, que foi eleito com o apoio do ex-prefeito Moacir Amaro e assim sucessivamente, conforme a Lista de prefeitos de Bom Jesus (Rio Grande do Norte), a seguir:
- 2025 a 2028: José Nilson Pereira da Silva (Nilson Peças);
- 2017 a 2024: Clécio da Câmara Azevedo;
- 2009 a 2016: Edmundo Aires de Melo Júnior (Júnior de Lurdinha);
- 2005 a 2008: Moacir Amaro de Lima;
- 2001 a 2004: Flávio Roberto Marques;
- 1997 a 2000: Moacir Amaro de Lima;
- 1993 a 1996: Severino Azevedo de Oliveira (Lelinho);
- 1989 a 1992: Moacir Amaro de Lima;
- 1983 a 1988: Severino Azevedo de Oliveira (Lelinho);
- 1977 a 1983: Natanael de Souza Delgado;
- 1973 a 1977: Severino Azevedo de Oliveira (Lelinho);
- 1969 a 1973: João Ferreira da Silva (Joquinha);
- 1963 a 1969: Severino Azevedo de Oliveira (Lelinho) (Primeiro prefeito eleito pelo Voto do Povo, e João Ferreira da Silva como vice eleito);
- 1962 a 1963: Aristeu Ramalho Leite (Prefeito nomeado pelo Governador Aluísio Alves).

Durante o período da Administração do Prefeito João Ferreira da Silva (de 1969 a 1973), a Cidade de Bom Jesus sofreu duas interferências militares com a nomeação dos Interventores Coronel Abel e o Coronel Severino Bezerra.
De acordo com dados do IPEA do ano de 1996, o PIB era estimado em R$    5,06 milhões, sendo que 42,7% correspondia às atividades baseadas na agricultura e na pecuária, 0,3% à indústria e 56,9% ao setor de serviços. O PIB per capita era de R$ 602,85.
Em 2002, conforme estimativas do IBGE, o PIB havia evoluído para R$ 16,331 milhões e o PIB per capita para aproximadamente R$ 1.720,00.

### Produção agrícola
| Lavoura                      | Quantidade produzida (ton.) | Valor da produção (R$ mil) | Área plantada (ha.) | Área colhida (ha.) | Rendimento médio (kg/ha.) |
| ---------------------------- | --------------------------- | -------------------------- | ------------------- | ------------------ | ------------------------- |
| Algodão herbáceo (em caroço) | 22                          | 20                         | 30                  | 30                 | 733                       |
| Banana                       | 103                         | 26                         | 9                   | 9                  | 11.444                    |
| Castanha-de-caju             | 66                          | 42                         | 200                 | 200                | 330                       |
| Coco-da-baía (mil frutos)    | 59                          | 30                         | 20                  | 20                 | 2.950 (frutos/ha.)        |
| Feijão (em grão)             | 594                         | 634                        | 1.250               | 1.250              | 475                       |
| Mandioca                     | 3.600                       | 774                        | 300                 | 300                | 12.000                    |
| Manga                        | 73                          | 29                         | 10                  | 10                 | 7.300                     |
| Milho (em grão)              | 410                         | 162                        | 1.050               | 1.050              | 390                       |

### Pecuária
| Rebanho                          | Efetivo (cabeças) |
| -------------------------------- | ----------------- |
| Bovino                           | 8.041             |
| Suíno                            | 702               |
| Eqüinos                          | 386               |
| Asininos (jumentos)              | 188               |
| Muares (mulas)                   | 99                |
| Ovinos                           | 2.422             |
| Galinhas                         | 6.596             |
| Galos, frangas, frangos e pintos | 6.397             |
| Caprinos                         | 120               |
| Vacas ordenhadas                 | 2.140             |

| Gênero          | Produção           |
| --------------- | ------------------ |
| Leite de vaca   | 2.673 (mil litros) |
| Ovos de galinha | 22 (mil dúzias)    |

## Finanças públicas

### 2001
| Conta                | R$          |
| -------------------- | ----------- |
| Receita orçamentária | 3,1 milhões |
| Receitas correntes   | 3,0 milhões |
| Transferências       | 2,9 milhões |
| Outras receitas      | 22,3 mil    |
| Receitas de capital  | 116,8 mil   |

### 2003
| Conta                      | R$           |
| -------------------------- | ------------ |
| Transferências (da União)  | 2.677.372,36 |
| Transferências (do Estado) | 450.714,76   |
| IPTU                       | 16.066,75    |
| ISS                        | 3.390,36     |
| Taxas                      | 2.714,59     |
| Receita patrimonial        | 1.714,50     |
| Receita de serviços        | 43.972,27    |
| Receita da dívida ativa    | 2.846,04     |

### Educação
| Ensino      | Alunos matriculados | Professores |
| ----------- | ------------------- | ----------- |
| Fundamental | 2.242               | 95          |
| Médio       | 437                 | 10          |

- Analfabetos com mais de quinze anos: 39,33% (IBGE, Censo 2000).

### Índice de Desenvolvimento Humano
| IDH         | 1991  | 2000  | 2013  |
| ----------- | ----- | ----- | ----- |
| Renda       | 0,462 | 0,516 | 0,583 |
| Longevidade | 0,638 | 0,702 | 0,743 |
| Educação    | 0,504 | 0,657 | 0,460 |
| Total       | 0,535 | 0,625 | 0,584 |

### Saneamento urbano
| Serviço          | Domicílios (%) |
| ---------------- | -------------- |
| Água             | 93,5%          |
| Esgoto sanitário | 1,5%           |
| Coleta de lixo   | 99,4%          |

### Saúde
- 7 leitos hospitalares, todos disponíveis para pacientes do sistema único de saúde (2002, IBGE).
- Mortalidade infantil: 68,7 p/mil (Ministério da Saúde/1998).
- Esperança de vida ao nascer: 67,1 anos (IBGE, Censo 2000).